# 핀서

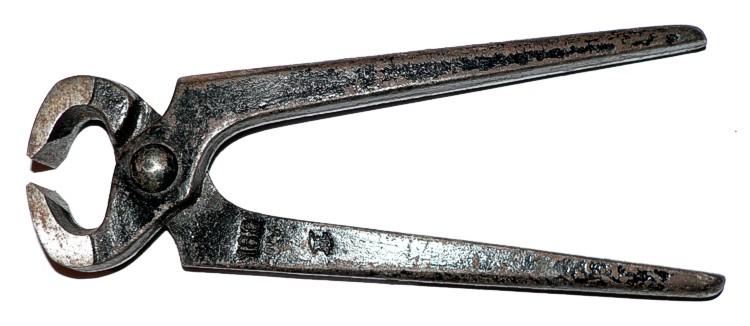

핀서(영어: pincers)는 다양한 상황에서 역학적 이점을 얻기 위해 사용되는 공구이다. 플라이어의 일종으로, 물체를 집거나 당기거나 절단하는 등 다양한 용도로 사용된다. 핀서는 1종 지레의 원리를 이용하는 도구이나, 잡기가 주요 목적인 다른 플라이어와 달리 힘이 한 점 또는 한 모서리에 모임으로써 물체에 절단력을 가할 수 있다.